# 圣巴泰勒米 (伊泽尔省)
圣巴泰勒米（法語：Saint-Barthélemy，法語發音：[sɛ̃ baʁtelemi] ⓘ）是法国伊泽尔省的一个市镇，属于维埃纳区。

## 地理
圣巴泰勒米（45°20'47"N, 5°4'49"E）面积7.98 平方千米，位于法国奥弗涅-罗讷-阿尔卑斯大区伊泽尔省，该省份为法国东南部内陆省份，北起顺时针与安省、萨瓦省、上阿尔卑斯省、德龙省、阿尔代什省、卢瓦尔省和罗讷省。
与圣巴泰勒米接壤的市镇（或旧市镇、城区）包括：博福尔、博尔派尔、马尔科兰、皮雪、波米耶德博尔派尔。

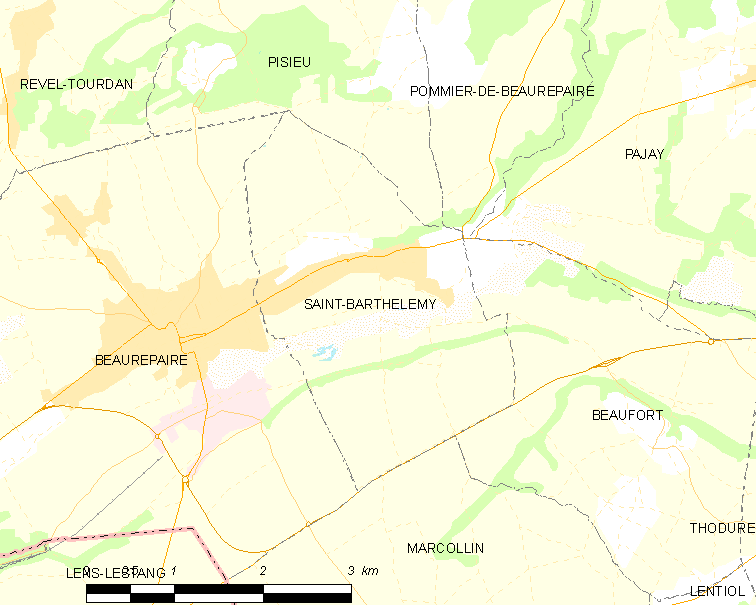
的OSM定位图

圣巴泰勒米的时区为UTC+01:00、UTC+02:00（夏令时）。

## 行政
圣巴泰勒米的邮政编码为38270，INSEE市镇编码为38363。

## 政治
圣巴泰勒米所属的省级选区为鲁西永县。

## 人口

1962-2008年间人口变化图示

圣巴泰勒米于2022年1月1日时的人口数量为929人。